# Norroy and Ulster King of Arms

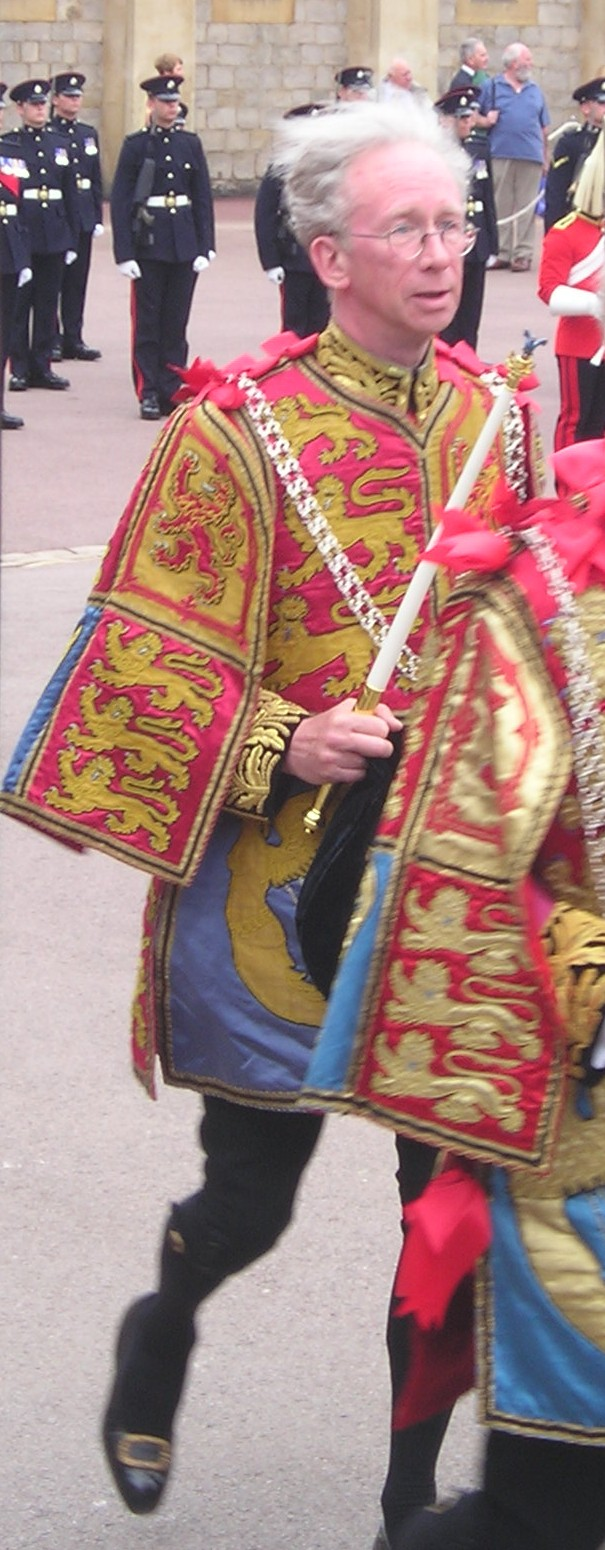
Henry Paston-Bedingfeld, früherer Norroy and Ulster King of Arms, in der Amtsrobe des York Herald

Norroy and Ulster King of Arms ist der Amtsname des rangniedrigsten der drei englischen Kings of Arms. Inhaber des Amtes ist seit dem 14. November 2024 Clive Cheesman als Nachfolger von Robert Noel.

## Allgemeines
Der Norroy and Ulster King of Arms ist der rangniedrigere der beiden Provinz-Wappenkönige. Er ist für heraldische Angelegenheiten aus England nördlich des Flusses Trent sowie Nordirland zuständig. In dieser Eigenschaft ist er officer of arms des englischen Wappenamtes (College of Arms).
Das Amt wurde 1943 durch Zusammenlegung der Ämter des Norroy King of Arms und des Ulster King of Arms geschaffen. Der Norroy King of Arms wird erstmals 1276 urkundlich erwähnt, das Amt des Ulster King of Arms wurde 1552 von König Edward VI. geschaffen.
Der Norroy and Ulster King of Arms ist Registrar und King of Arms des Order of St. Patrick. Allerdings wurden seit 1934 keine neuen Mitglieder dieses Ordens ernannt, 1974 starb der letzte Ordensritter.

## Insignien

Wappen des Norroy and Ulster King of Arms

Wie alle Herolde besitzt auch der Norroy and Ulster King of Arms ein Amtswappen, das er neben seinem persönlichen Wappen führt, und eine Amtstracht, den Tappert, der reich geschmückt ist, zudem einen Heroldsstab. Das Wappen wird in der jetzigen Form seit 1980 geführt.
Im Rahmen der Krönungszeremonie der britischen Monarchen tragen die Wappenkönige als einzige der Anwesenden, außer dem Monarchen, eine Krone (die beiden Provinz-Wappenkönige tragen silberne, vergoldete Kronen).